# Mode i Sverige under 1980-talet
Modet under 1980-talet präglades av den rådande högkonjunkturen under årtiondet. Modet var färgglatt och vågat, i kontrast till 1970-talets mer entoniga kläder.

## Bakgrund

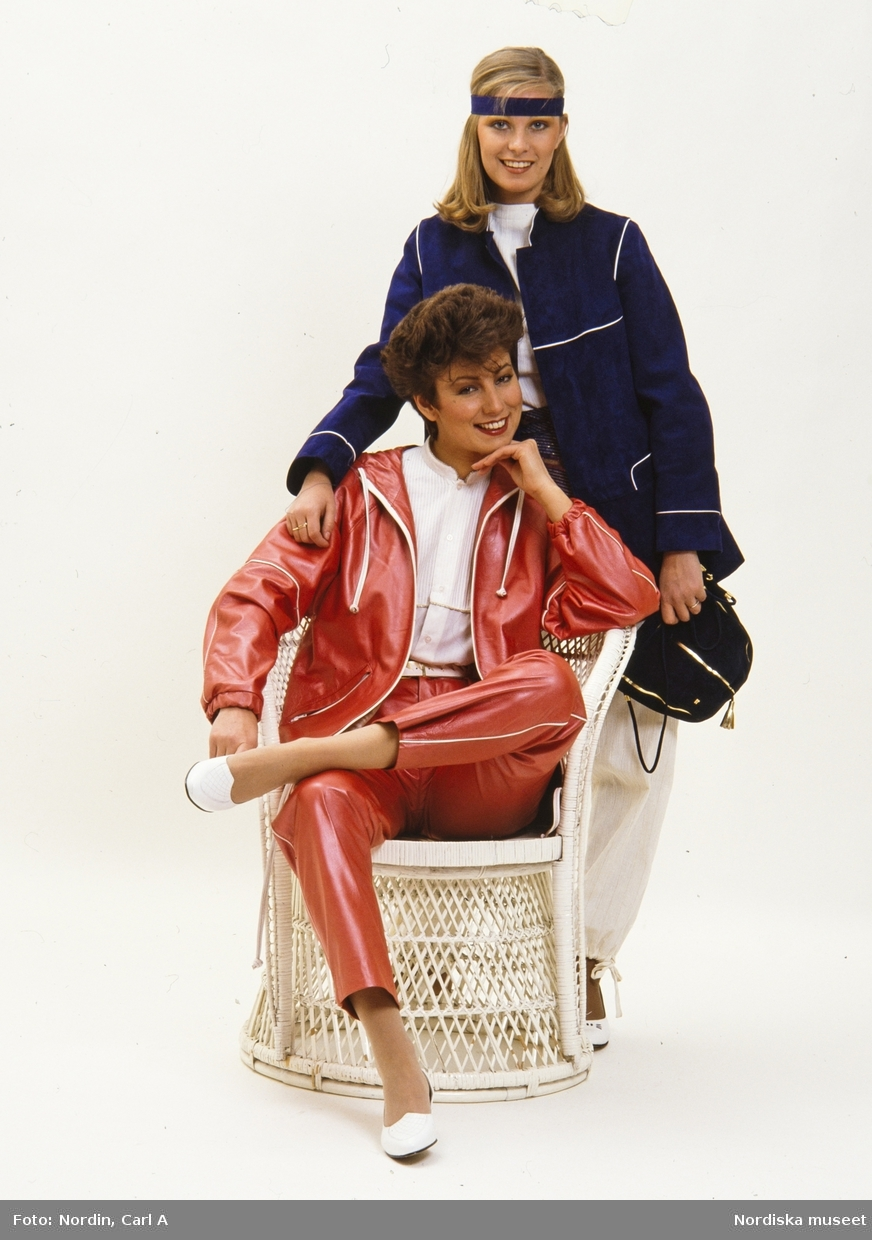
Kvinnor i färgstarka kläder och pannband.

1970-talet var över, och det var även det enkla modets storhetstid. Det byttes ut mot glamour, extravagans och ett färgsprakande mode. Under 1970-talet rådde det en könlöshet i modet, men i början av 1980-talet ökade skillnaden i kläder igen. En bit in i decenniet blev skillnaden allt mindre igen. Kvinnor klädde sig i lösa kavajer med breda axlar. 1980-talet ses som en tid där mode och stil blomstrade, ofta kopplat till den växande ekonomin. Högkonjunkturen tillät modet att ta mer plats i det vardagliga livet. Det var inte bara i västvärlden som man hade denna attityd till mode. Under Michail Gorbatjovs ledning började vissa former av privat företagsamhet uppmuntras, vilket gynnade modet. I och med den växande ekonomin florerade det så kallade högprismodet. I samhället rådde en så kallad "märkesjakt". Även före detta lågprisbutiker profilerade sig gentemot en mer glamourös publik. I en katalog från det svenska lågprismärket Hennes & Mauritz 1988 kan man se en kvinna luta sig mot en Ferrari. Textilindustrins tillväxt och överflöd av kläder ledde till en betoning på att äga rätt märkeskläder. Samtidigt, som en motreaktion mot 1970-talets svältkultur, blev "fitness" det dominerande begreppet, vilket ledde till ett ökat fokus på motion och hälsa. Gymmet blev en central mötesplats, och aerobics blev särskilt populärt bland kvinnor, vilket återspeglades i modet.

## Designers United of Sweden
År 1985 bildades en fristående branschförening med namnet Designers United of Sweden, ett samarbete mellan den tidens mest framstående svenska modedesigners och modeföretag. En av initiativtagarna var Christine Hedström. Designers United of Swedens mål var att väcka debatt och skapa en medvetenhet om produkters originalitet. Under flera år arbetade de jämsides med Saab, Unilever, Breitling, Guerlain Paris och Wool Secretariat. Stockholmsvaruhuset NK var gruppens huvudkompanjon. På NK presenterade gruppen sina tillfälliga butiker och gemensamma designpriser. Med en strävan för ung svensk modedesign erbjöd Designer United of Sweden ett urval unga designers att visa upp sina kreationer på modemässan i Älvsjö. Medlemmarna i Designers United of Sweden var Rohdi Heintz, Linnéa Braun, Douglas Köhlqvist, Lena von Essen, Kjell Klangenberg, Ulla Robertsson, Mia Murray Lindgren, Bo Göran Guldbrand, Jytte Meilvang, Ulla Nielsen, Peter Tennhagen, Lena Berglund, Mats Liljegren, Claes Karlsson och Stefan Vestberg. Designers United of Sweden avvecklades 1991.

## Guldknappen
Huvudartikel: Guldknappen
Den första utdelningen av Guldknappen skedde i Bonnierhusets matsal 1982, och vann gjorde Rohdi Heintz. Kriterierna som prisvinnaren skulle uppnå var att ha en självständig, egensinnig och personlig stil samt inte vara en absolut nybörjare. Prisvinnaren skulle alltså ha erfarenhet i branschen. Året därpå fick Gunilla Pontén motta priset, då i galleri Heland i Kungsträdgården.
Bakgrunden till priset var att tidskriften Damernas Värld tidigare hade utsett somliga plagg till vinnare, dessa hade fått en guldknapp påsydd. Detta har sina spår från den franska tidningen Elle, som stämplade vissa plagg med frasen "Choisi par Elle". I längden blev dock påsydda knappar för avancerat och tidskrävande, varpå man kom på det nya konceptet; att utnämna en årets designer istället. Under 1980-talet var den svenska textilindustrin nästintill helt avvecklad, så ett pris som hyllade svenskt mode låg helt rätt i tiden. 

## Kvinnligt mode
1980-talet var ett experimentellt årtionde för kvinnor. Två av tre gifta kvinnor jobbade utanför hemmet, vilket ledde till att det kvinnliga modet influerades av det manliga arbetsplatsmodet. 1980-talets kläder tillät kvinnor att uttrycka auktoritet och pondus. Kvinnor anammade breda axlar, kavaj, läder och denim från det manliga modet. Den kvinnliga siluetten skulle vara en uppochnervänd triangel. Breda axlar, smala höfter och smal klack på skorna, vilket markerade en motreaktion mot 1970-talets vida ben. Med en bred kavaj bars ski-pants i olika färger. Tights i lycra blev mycket populärt under årtiondet. I kontrast till tidigare årtionden blev den kvinnliga byxan det vanligaste plagget. Modedesignern Giorgio Armani uttalade sig på följande sätt: 
"Jag gillar det sätt en kvinna rör sig på när hon har byxor. Hon är friare, har en annan attityd. Och det är ett modernt sätt att se ut..."
En annan grupp ungdomar följde den postmodernistiska tanken och experimenterade med plagg genom att bära t-shirts under kavajer och kombinera tubsockor med pumps. Axlar blev en framträdande detalj och ansågs symbolisera stärkningen av kvinnans position efter jämställdhetsdebatterna på 1970-talet.
Under 1980-talet rådde det en träningsfeber i samhället. Aerobics blev den vanligaste träningsformen för kvinnor, och detta infiltrerade 1980-talets vardagsmode. Man ville visa upp sin tränade kropp i åtsittande plagg som färgglada trikåer, cykelbyxor och leggings, ofta tillverkade i lycra eller andra syntetmaterial. Till detta bars benvärmare, svettband och sneakers. På grund av sin lättburenhet spreds denna stil till kvinnor i alla åldrar.

### Face Stockholm
FACE Startades 1981 i Stockholm av Gun Nowak. Då var märket känt som Face Factory. Face växte fram ur Gun Nowaks frustration att inte kunna hitta smink som passade till de färgstarka kläderna under perioden. "I didn’t set out to do makeup” säger Nowak, “but I wanted every color and I couldn’t find them anywhere. I saw the opportunity.” Hennes första butik öppnades 1982 och var en succé. När företaget växte vände sig Nowak till sin dotter Martina Arfwidson som delade hennes passion för design och färg. Gun Nowak blev känd som "sminkets Ingvar Kamprad", vilket antyder en liknelse mellan Face och Ikea. Face är varken dyrt eller snobbigt, men trendigt.

#### Power dressing

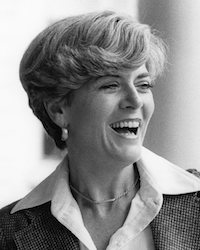
Geraldine Ferraro i tidstypisk powerdressing för kvinnor.

När kvinnor i allt större utsträckning letade sig ut på arbetsplatsen, dessutom på mansdominerade, högpositionerade arbetsplatser, krävdes det att man skulle bli tagen seriöst. Kostym med breda axelvaddar för att framhäva breda axlar, ofta förknippat med manskroppen. Drivet av den italienska designern Giorgio Armani, utstrålade power dressing-rörelsen den feminina formen med en dramatisk maskulin siluett. Vadderade axlar, tjocka tyger, skarpt och överdimensionerat skrädderi och dämpade färger blev allt mer synonymt med power-suiten. Mellan åren 1982 och 1987 skiftade uppmärksamheten från att betona en kvinnas kön till vad hon kan åstadkomma. Power-suiten fungerade som en "uniform", som förmedlade att kvinnan inte bara krävde respekt, utan utstrålade även auktoritet och makt inom företagsmiljön. Power dressing associeras oftast med feminism, jämställdhet och brytandet av könsroller. Power dressing var en anledning till den amerikanska vicepresidentkandidaten Geraldine Ferraros politiska framgång under president valet 1984.

## Herrmode
Mansbilden genomgick en del förändringar under 1980-talet. Då blev det trendigt även för männen att bry sig om sitt utseende och stil. Män skulle visa samma omsorg om sitt utseende, som kvinnor hade gjort i decennier tidigare. I begreppet framgång började, under 1980-talet, pengar och utseende väga lika, kläder och kropp bar på 1980-talet samma tyngd som pengar och lön. Det manliga modet delades i två riktningar under årtiondet. Den första huvudinriktningen, indelad i två undergrupper, fick män att utstråla en vänlig och mjukare attityd. En "pojkig" image, exempel på detta är den norska gruppen A-ha, samt den svenska pojk-trion Herreys. Den andra undergruppen är androgyn stil, den manliga stilen blev alltså mer kvinnlig, fantasifulla frisyrer och ohämmat smink ingick i detta, med en affektion för tyger som sammet och siden. Dessa män liknade den förnäma dandyn från seklets början. Exempel på män som anammade denna stil är Prince och Michael Jackson. Försäljningen av rakvatten, hårvårdsprodukter och smink för män ökade kraftigt under årtiondet. Den andra huvudinriktningen är det mer traditionella herrmodet, kostym och slips blev högsta modet för samtliga ålderskategorier. Kostymen skulle vara dubbelknäppt med breda axlar och fyrkantigt snitt för att uttrycka pondus, styrka och pengar. Generellt var attityden gentemot herrkläder avslappnad under 1980-talet. Udda kavaj, polotröja eller vit t-shirt under en slipslös skjorta, tillsammans med jeans eller chinos var ett säkert kort även på kontoret. Munktröjan växte även i popularitet. Mönstrade skjortor i ljusa pasteller, färger som ljusgult, turkos och lavendel var vanligt.

## Barnmode

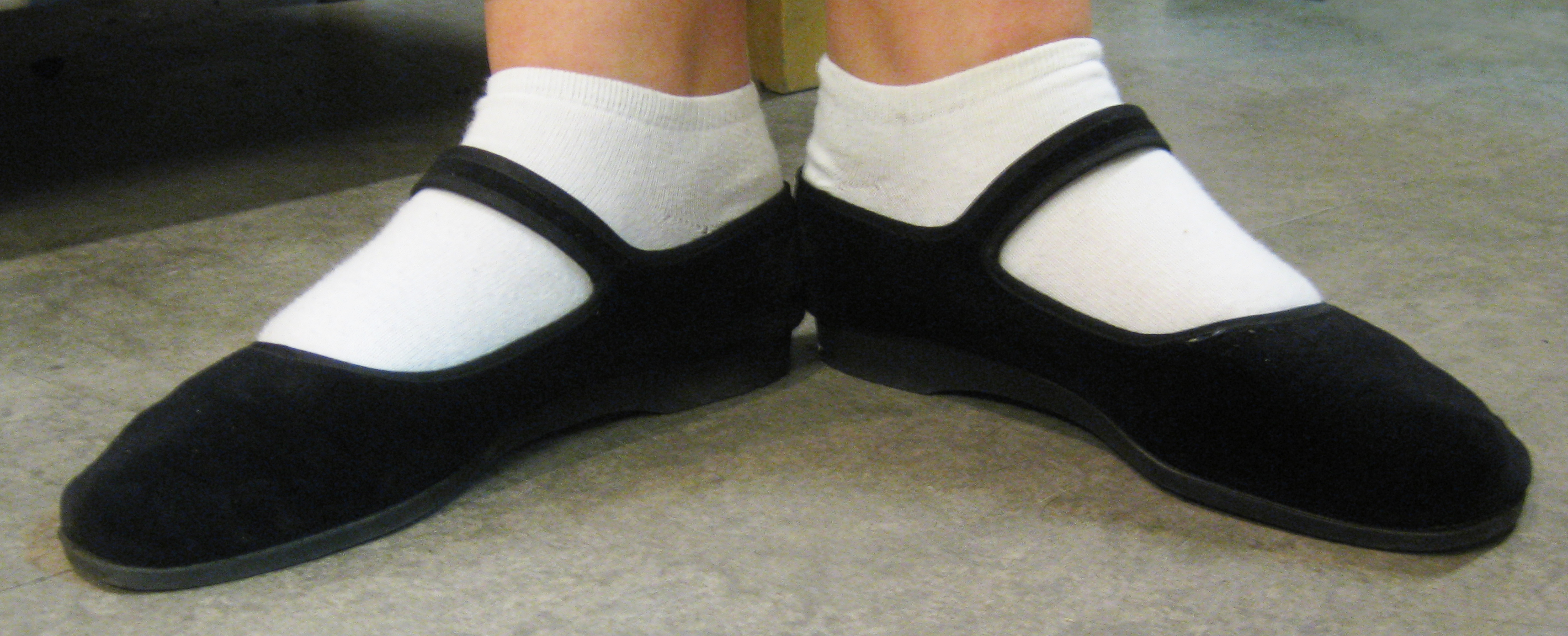
Kinaskor för flickor i svart sammet och gummisula.

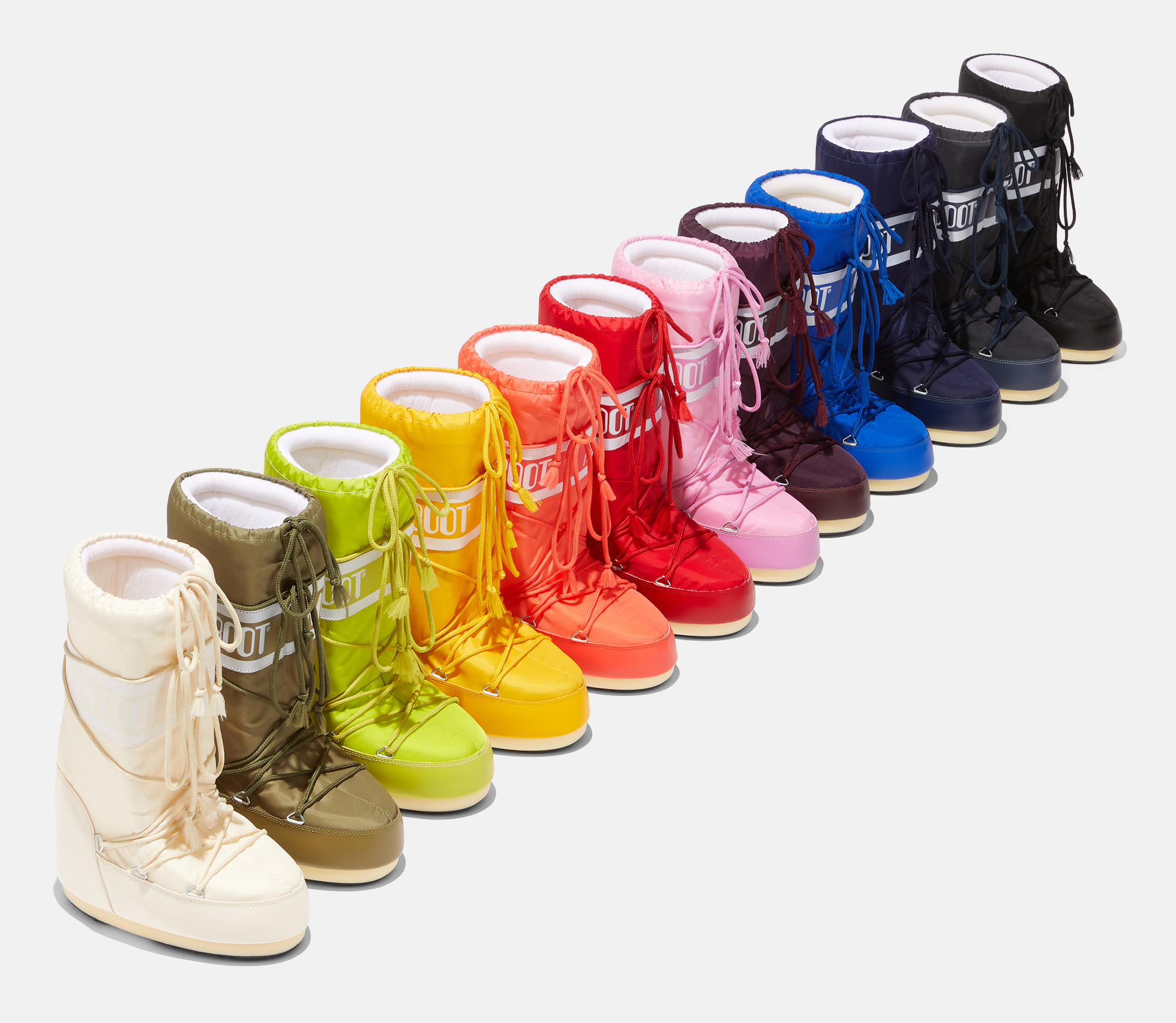
Moonboot i olika färger.

Under 1980-talet fortsatte jeansen att vara det trendigaste plagget för både flickor och pojkar. Levi's 501 var den populäraste modellen. Till jeansen bars oftast en collegetröja, t-shirt eller v-ringad lammullströja, speciellt under vardagliga aktiviteter, såsom i skolan. Återigen blev pastellkläder det trendigaste för barn att bära. Kläder med färger som ljusrosa, mintgrönt, ljusgult, lila och aprikos ersatte 1970-talets färgstarka mode. Astrid Lindgren-filmerna som spelades in under 1970- och 1980-talet inspirerade barnmodet. Flickor bar spetsklänningar med rosetter i håret och pojkar randiga skjortor, som liknade tidiga 1900-talets mode, taget från filmerna om Madicken och Emil i Lönneberga. På fötterna bar man kinaskor. De har en rundad tå och gummisula. Oftast var kinaskor i svart sammet, men andra tyger fanns men då var sulan brun. Kinaskorna bars på sommarhalvåret och en bit in på hösten. Även pojkar kunde bära kinaskor, men då var hela foten täckt.
På vinterhalvåret bars moonboots och snowjoggers, i pastell eller färgglada nyanser. Salomon-ryggsäcken med s-loggan blev tidstypisk för skolpojkar under årtiondet.

## Underkläder

### Behå
Behån under 1980-talet blev ett modeplagg med många olika variationer i form, förstärkning, stoppning och färg, inte sällan med en retrokänsla till plagget. Det blev populärt att behåar hade en förstärkning i underkupan som hjälpte till att lyfta upp bysten. Under decenniet fanns endast storklekarna A-D, i vissa fall storleken DD. En blandning av kvalitetsmaterialen bomull och lycra introducerades på 1980-talet. På 1970-talet lanserades den första prototypen av en sport-behå, två sammansydda suspensoarer. Men i Sverige fanns det ingen motsvarighet. Gymnasten Carin Lindahl hittade ett material som var tillräckligt stretchigt att få över huvudet, men tillräckligt stramt för att hålla brösten på plats. Av tyget framställdes Sveriges första sport-behå.

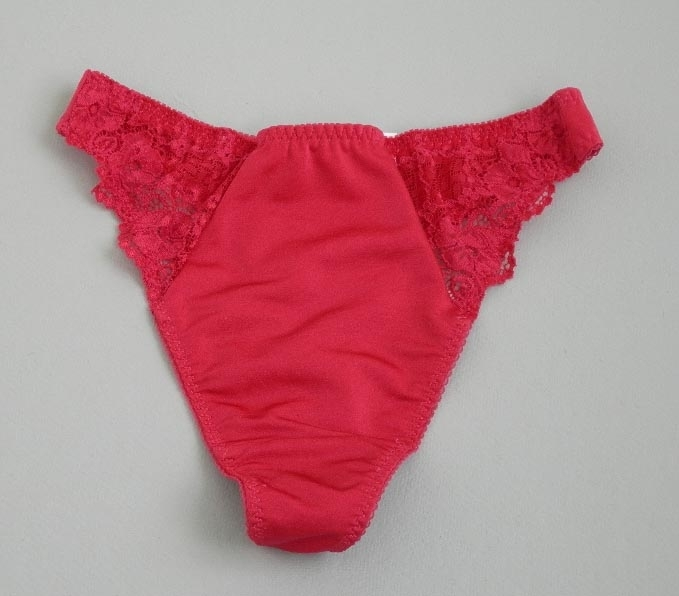
Högt skuren ceriserosa stringtrosa i lycra och polyamid.

### Trosor
Trosorna under 1980-talet var oftast högt skurna, för att framhäva längden på benen. Tanga var en populär modell. Trosorna var ofta i färgstarka neonfärger, med olika mönster. Bland materialen var det populärt med olika typer av frotté, exempel är bomullsfrotté och stretchfrotté. En annan populär tros-modell är den så kallade g-string trosan, som blev populär tack vare den amerikanska sångerskan Cher.

### Kalsonger
År 1984 grundades Björn Borg-kollektionen tillsammans med designern Rohdi Heintz. Tidigare hade Y-frontkalsongen varit den populäraste modellen. Men designern Anders Arnborger framställde ett nytt kalsongkoncept, som bestod av 17 delar som syddes ihop. Detta ledde till modellen Björn Borg classic shorts 3201. Under decenniet blev det någorlunda populärt att bära kalsonger med skämtsamma tryck, exempel Kalle Anka-huvuden och Homer Simpson drickande öl.

## Joggingmodet
Under 1980-talet blev många mer medvetna om vikten av att röra på sig och leva sunt. Att vara vältränad och leva ett hälsosamt liv var lika viktigt som att vara framgångsrik på 1980-talet.  Att sätta på en aerobics-video på vhs-bandet var inte ovanligt. Sneakers, tights i lycra samt svettband letade sig in i vardagsmodet. Även de som inte tränade ville se så ut. Man använde stödstrumpor som modestrumpor, pushupbehå och spandex. Svenska elitidrottare som Björn Borg gjorde bara hysterin värre.

### Bagheera
År 1981 startades det svenska märket Bagheera i Avesta, av Carl-Gustaf Karlsson, brodern Bo-Göran och kompanjonen Ronny Larsson. Bagheeras trognaste kunder fanns i Sverige och de andra nordiska länderna, men även senare i Amerika. Bolaget fokuserade främst på overaller, men även skor. Framgångarna ledde till att man skapade en barn- och juniorsko som fick namnet Frank. År 1986 såldes Bagheera till det börsnoterade investmentbolaget Hexatrade, men i slutet av 1990-talet köptes bolaget tillbaka av Carl-Gustaf och Bo-Göran Karlsson. Många elitidrottare bar Bagheera under 1980-talet. Badmintonvärldsmästaren Thomas Kihlström spelade i Bagheera-skor och brottaren Frank Andersson brottades med ett par specialgjorda skor från Bagheera.
– "I början av 1980-talet tror vi att vår skomodell Thomas Cup var Sveriges mest sålda inomhussko. Detta i konkurrens med världsmärken som Adidas och Nike", säger Carl-Gustaf Karlsson.

### Sneakers
Det påstås att sneakersmodet kom igång under en tunnelbanestrejk i New York våren 1980. Kvinnor som behövde ta sig till jobbet valde att bära sneakers istället för klackar. Men det universella genombrottet kom dock med hiphoparna, som använde sneakers på grund av sin fjäderstuds som var idealiskt för breakdance och moonwalk. Sneakers tog sig till Sverige med hjälp av MTV.

## Yuppiestilen
1980-talet var en period som bestod av ett ekonomiskt uppsving. I en miljö där Laissez-faire-politiken och fri marknadsekonomi fick en pånyttfödelse, banades vägen för ett nytt begrepp yuppie, begreppet är en förkortning och har sin härkomst från "Young Urban Professional". Begreppet syftar på unga människor, ofta i åldrarna 20-30, i städerna med tjänstemannayrken ofta inom bank och finanssektorn. Det var inne att arbeta mycket och hårt. Man ville visa att man tjänade pengar med hjälp av dyra bilar, Porsche (börsmoppe), och märkeskläder. Yuppien var inte bara ett modeuttryck, utan en trend som färgade hela samhället. Under årtiondet pågick en så kallad märkesjakt i alla samhällsnivåer. Märken så som Calvin Klein, Georgio Armani och Ralph Lauren riktade sig direkt till den nya gruppen människor som klassades som "yuppies". En närliggande stil till yuppien är den så kallade "preppies" (USA) eller "Sloane rangers"-stilen som bestod av unga människor från rika och framgångsrika familjer som föredrog tidlösa, klassiska och robusta plagg. Tweedkjolar och kavajer, kashmir och ridbyxor. Denna stil användes flitigt av den svenska och brittiska kungafamiljen. 